# Bahnhof Hennigsdorf Nord
Der Bahnhof Hennigsdorf Nord war eine Betriebsstelle und Umsteigestation zwischen dem Regionalverkehr und bis 1983 auch einem verbliebenen Inselverkehr der S-Bahn in Brandenburg. Seit dem 30. Mai 1998 wird der Bahnhof nicht mehr bedient, alle Züge fahren seitdem nur noch den Bahnhof Hennigsdorf an.

## Lage
Die Station, die hauptsächlich dem Umsteigeverkehr diente, befand sich an der Kreuzungsstelle des Berliner Außenrings mit der Kremmener Bahn, nördlich der Stadt Hennigsdorf bereits auf dem Gebiet der Stadt Velten gelegen. Der obere Bahnsteig am Außenring wies zwei Außenbahnsteige auf, der untere nur einen Außenbahnsteig. Östlich und westlich besteht je eine eingleisige Verbindung vom Außenring nach Hennigsdorf.

## Geschichte
Die ersten Züge hielten hier am Außenringbahnsteig am 30. April 1953. Anfangs war die Möglichkeit, hier umzusteigen, noch gar nicht geboten. Diese wurde jedoch am 18. August 1958 mit der Errichtung des unteren Bahnsteigs ermöglicht. Während oben die Regionalzüge von Falkenhagen nach Berlin fuhren, hielt am unteren Bahnsteig zunächst noch die S-Bahn von Rangsdorf nach Velten. Auch nach dem Mauerbau 1961 änderte sich nicht viel an der Situation, lediglich, dass die S-Bahnzüge fortan als Insellinie zwischen Hennigsdorf und Velten pendelten.
Der Bahnhof entwickelte sich schnell zu einer Art Hauptbahnhof von Hennigsdorf, da man von hier aus in fast alle Richtungen reisen konnte. Da der Verkehr größtenteils auf dem Außenring ablief, wurde der Taktfahrplan der S-Bahn aufgegeben und ein Anschlussfahrplan eingerichtet. Die Züge fuhren nun so, dass eine möglichst kurze Umsteigezeit zwischen den Außenringzügen und denen der S-Bahn bestand.
1983 wurde die elektrische Insellinie schließlich eingestellt. An ihrer Stelle wurde die Strecke zwischen Hennigsdorf und Velten mit einer Oberleitung elektrifiziert, fortan hielten am unteren Bahnsteig auch Regionalzüge.
Die Wende und die Zeit danach sollten dann das schnelle Aus bedeuten. Der Außenring verlor seine Bedeutung als Umfahrungsstrecke, da der direkte und somit kürzere Weg durch West-Berlin wieder gegeben war. Der Verkehr wurde nach und nach ausgedünnt, die meisten Züge fuhren nun nicht als Sputnik, sondern nahmen den Weg nach Oranienburg. Hier bestand noch keine direkte Verbindung in die Innenstadt, so dass man auf den Außenring ausweichen musste.
Der Schwerpunkt des Verkehrs verlagerte sich schnell zurück auf den Bahnhof Hennigsdorf im Stadtzentrum, welcher seit 1998 wieder an die S-Bahn aus Richtung Berlin angeschlossen ist. Dagegen ist eine Verlängerung von Hennigsdorf über Hennigsdorf Nord nach Velten bisher noch ungewiss.
Nachdem die Reisezughalte an den oberen Bahnsteigen bereits am 28. Mai 1995 entfielen, folgten die am unteren Bahnsteig am 30. Mai 1998.